# Palais Biscari
Le palais Biscari (en italien palazzo Biscari ou palazzo  Biscari alla Marina), situé à Catane, est l'un des plus vastes palais de Sicile. Demeure de la famille Paternò Castello, princes de Biscari, ses décors intérieurs en font l'un des palais les plus connus et visités de la région.

## Historique
Après les ravages du séisme du 11 janvier 1693 qui ravage la ville de Catane et la région de la vallée de Noto, Ignazio Paternò Castello, 3e prince de Biscari, obtint la permission de reconstruire son palais sur ce site. L'édifice est en effet bâti sur les anciens remparts de la ville, élevés sur l'ordre de Charles Quint, qui avaient partiellement résisté à la fureur du tremblement de terre.
Le vocabulaire architectural et les décors intérieurs, qui datent de cette fin de XVIIe siècle et des décennies ultérieures, sont particulièrement représentatifs des fastes du baroque sicilien. Le chantier est alors confié à l'architecte Alonzo Di Benedetto.
À la mort d'Ignazio en 1699, son fils Vincenzo (1685-1749), poursuit les travaux. Les impressionnants décors des sept fenêtres donnant sur le littoral sont dus au sculpteur messinois Antonino Amato.

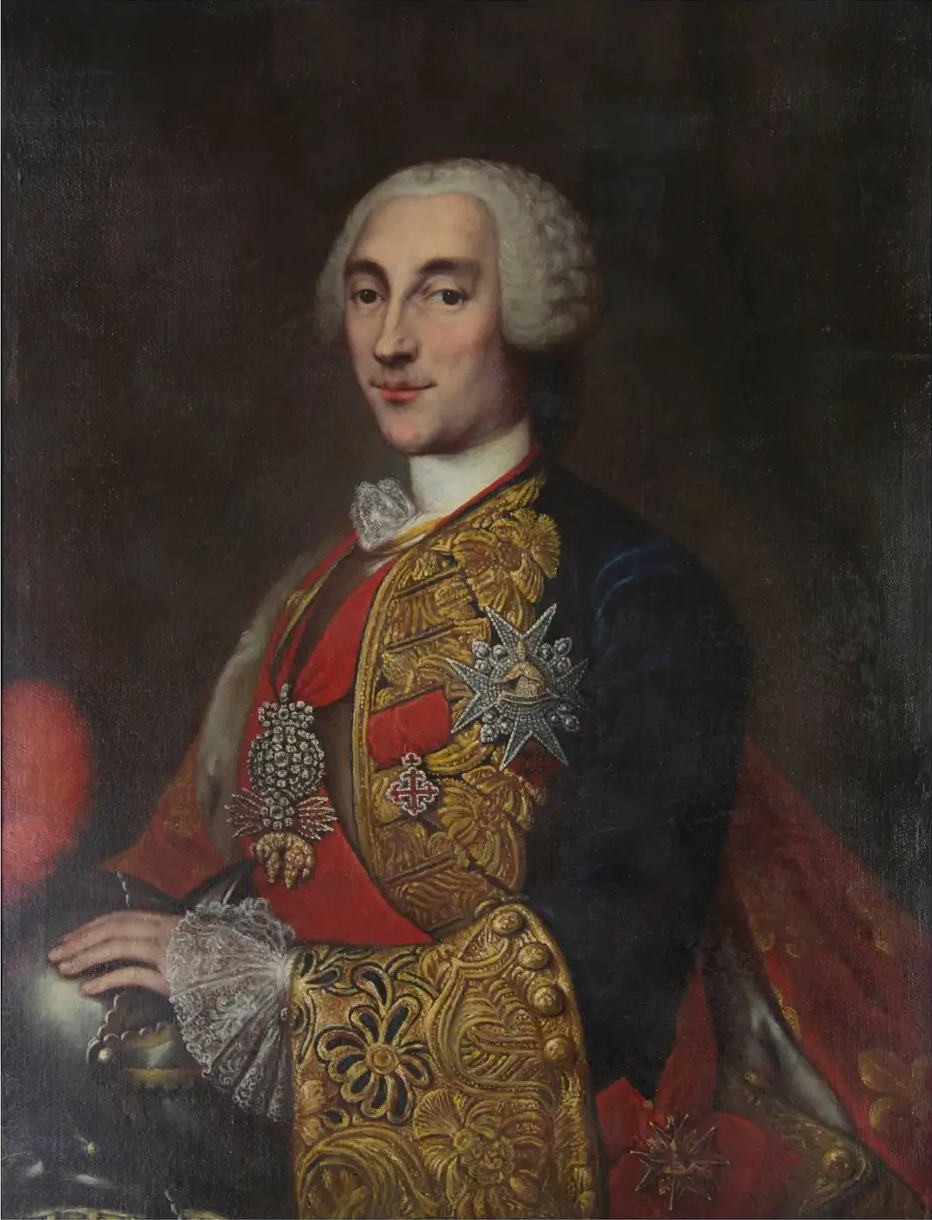
Ignazio Paternò Castello, prince de Biscari (1714-1786).

C'est finalement le petit-fils d'Ignazio, également prénommé Ignazio (1714-1786), qui fit achever le chantier, en étendant l'édifice vers l'est, sous la direction des architectes Giuseppe Palazzotto, puis Francesco Battaglia. Le palais fut inauguré en 1763 au cours de somptueuses célébrations.
Ce dernier fit également ajouter au palais un musée, de sorte à présenter son importante collection archéologique et numismatique, laquelle est aujourd'hui visible au sein du musée du château d'Ursino de Catane.
Au XVIIIe siècle, le palais reçoit les visites de plusieurs voyageurs célèbres : Patrick Brydone en 1770, Dominique Vivant Denon en 1778 le comte de Borch en 1782, et surtout Goethe, le 3 mai 1787, qui a décrit l'exubérance de ses stucs et de ses fresques.
Le palais est toujours la demeure d'un descendant d'une branche de la famille Paternò Castello, Ruggero Moncada Paternò Castello, et est partiellement ouvert au public.

## Description
Le palais Biscari est notamment connu pour la richesse de ses décors, tant extérieurs qu'intérieurs.
On accède au palais côté ville, par la via Museo Biscari, à travers une vaste cour d'honneur donnant sur un majestueux escalier à double rampe. Le vestibule, dite salle des fiefs, présente de nombreuses peintures des différentes terres possédées par les princes de Biscari, et dessert directement la terrasse dominant les anciens remparts et le littoral (aujourd'hui caché par la voie de chemin de fer qui longe la côte). Les immenses portes-fenêtres y sont ornées de chérubins en pierre calcaire qui contrastent avec les murs sombres en basalte noir de l’Etna. Ils représentent notamment l'abondance, la prospérité, la fertilité et la sagesse.
Le foisonnement de la décoration intérieure du palais est particulièrement visible dans la grande salle de bal. Les décors, dans le style rococo, comprennent un sol de majolique, des murs couverts de miroirs et de stucs, et une impressionnante voûte à fresques, glorifiant la famille des princes de Biscari, peinte par Matteo Desiderato, Sebastiano Lo Monaco et Luigi Mayer. Au centre de la voûte, une coupole en surplomb intègre une tribune d'orchestre aménagée dans l'épaisseur du tambour. Les musiciens y accédaient par un surprenant escalier en colimaçon, à la forme ondulé et aux décors de stuc, que le prince Ignazio Biscari appelait « arc de nuage ».
Le palais comprend encore les appartements de la princesse, aménagés pour Anna Maria Morso e Bonanno di Poggioreale, la galerie dite des porcelaines, celle dite des oiseaux, ou encore la chambre Don Quichotte.

## Tournage
Au début de l'année 2008, le groupe de pop-rock anglais Coldplay y a tourné la vidéo de sa chanson Violet Hill.
Lors du tournage de la série Le Guépard, sortie en 2025, la salle de bal a servi de décor.

## Galerie

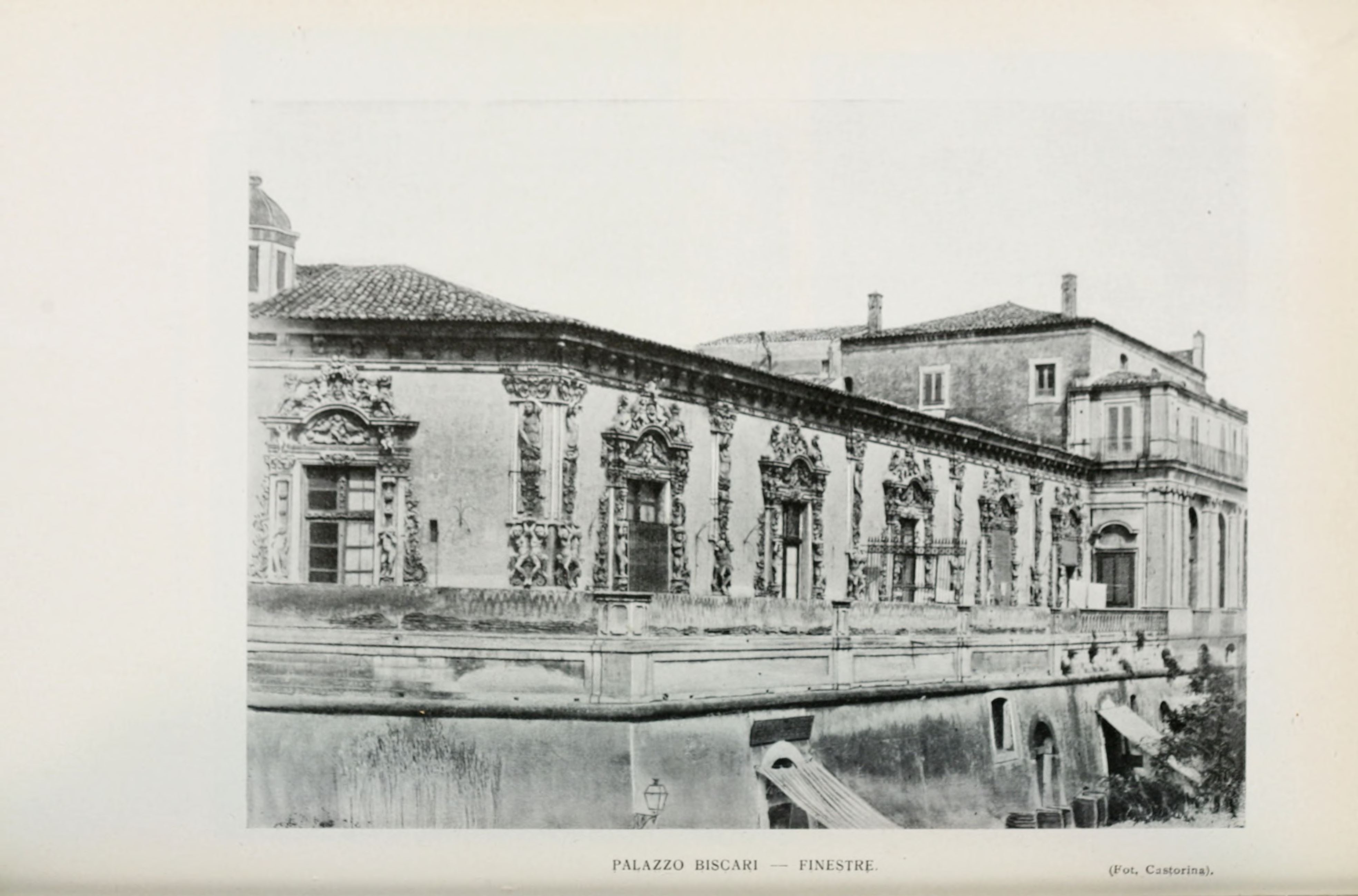
Le palais Biscari au début du XXe siècle.
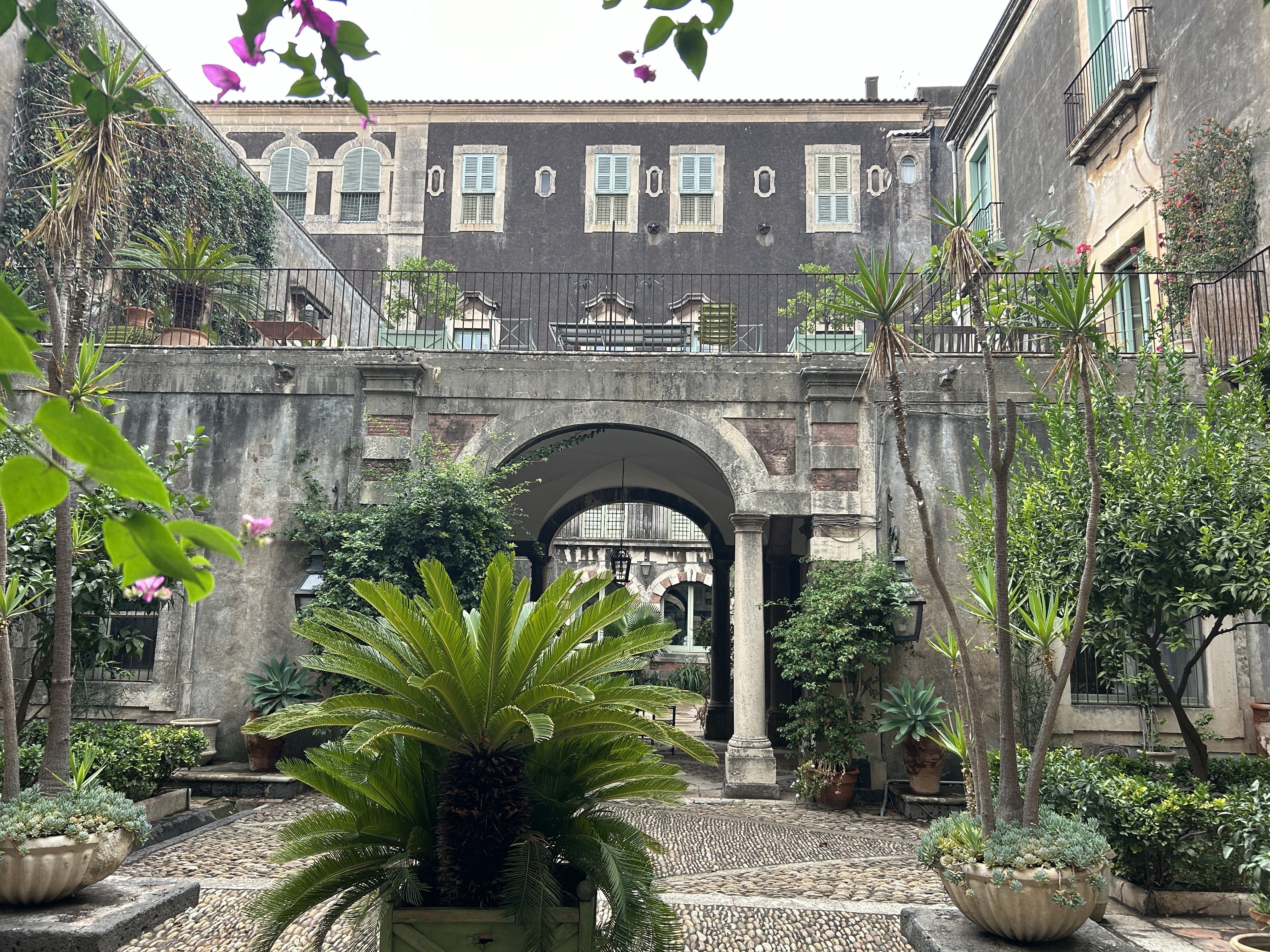
Jardin du palais.
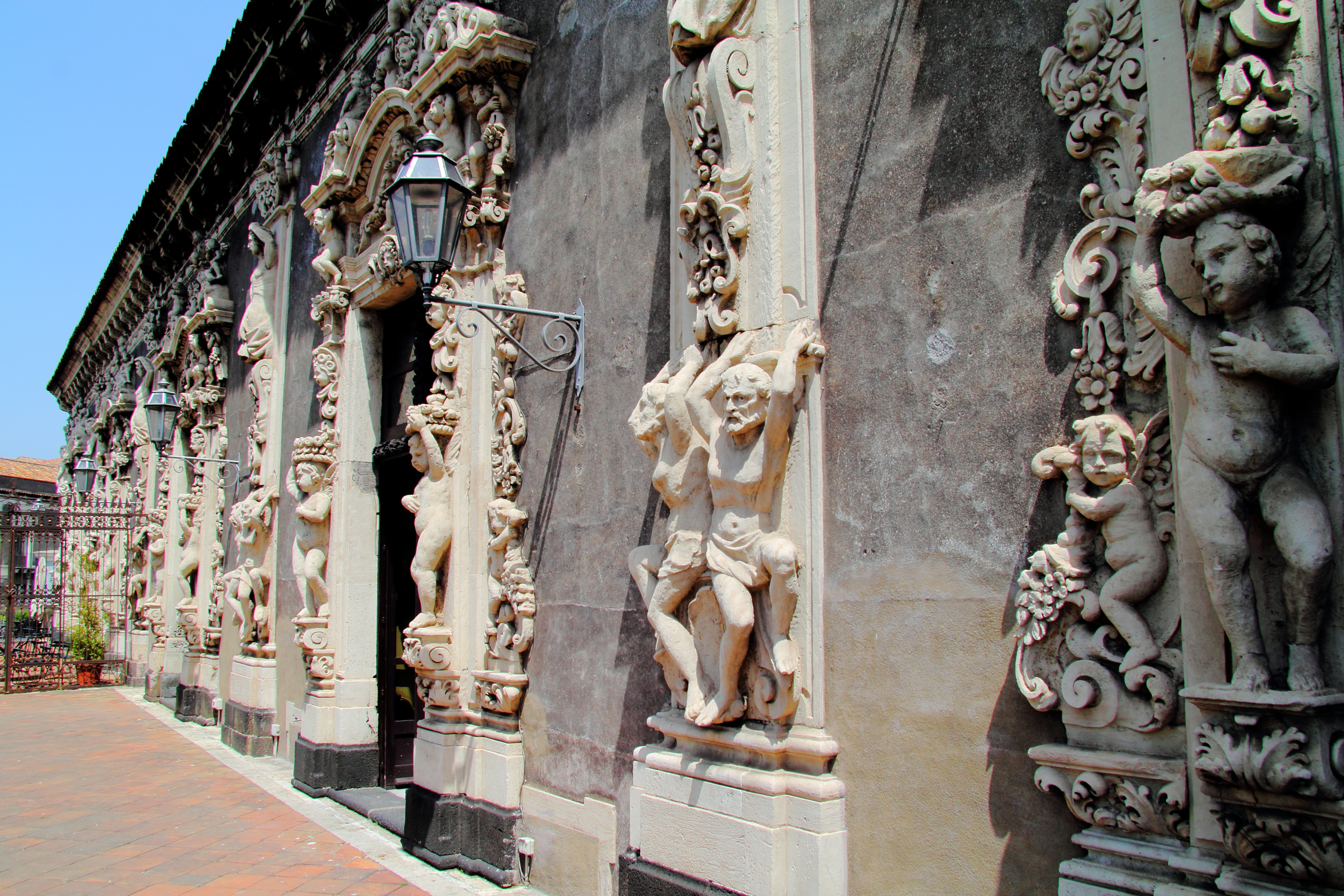
La terrasse du palais.
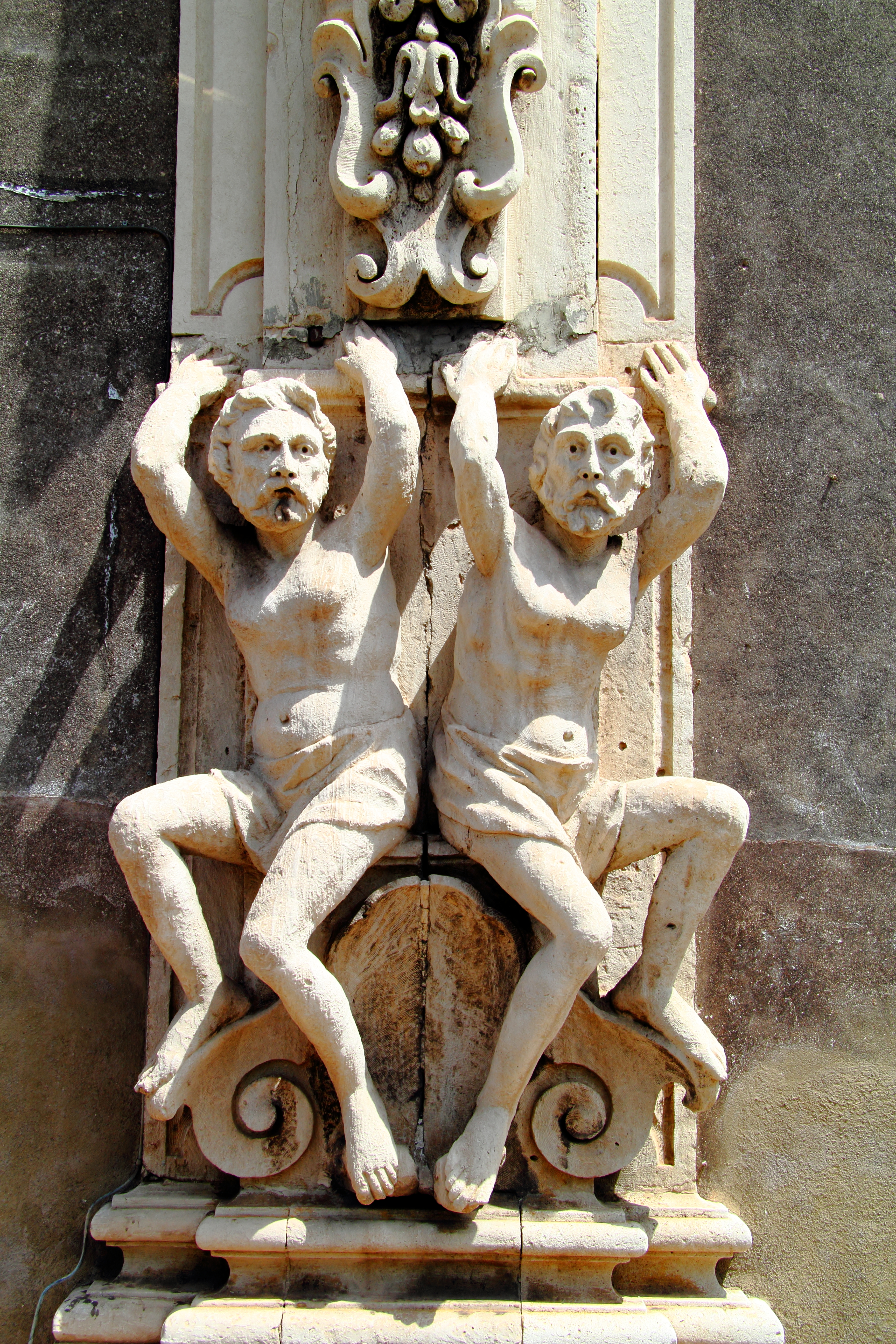
Ornements des fenêtres de la terrasse.
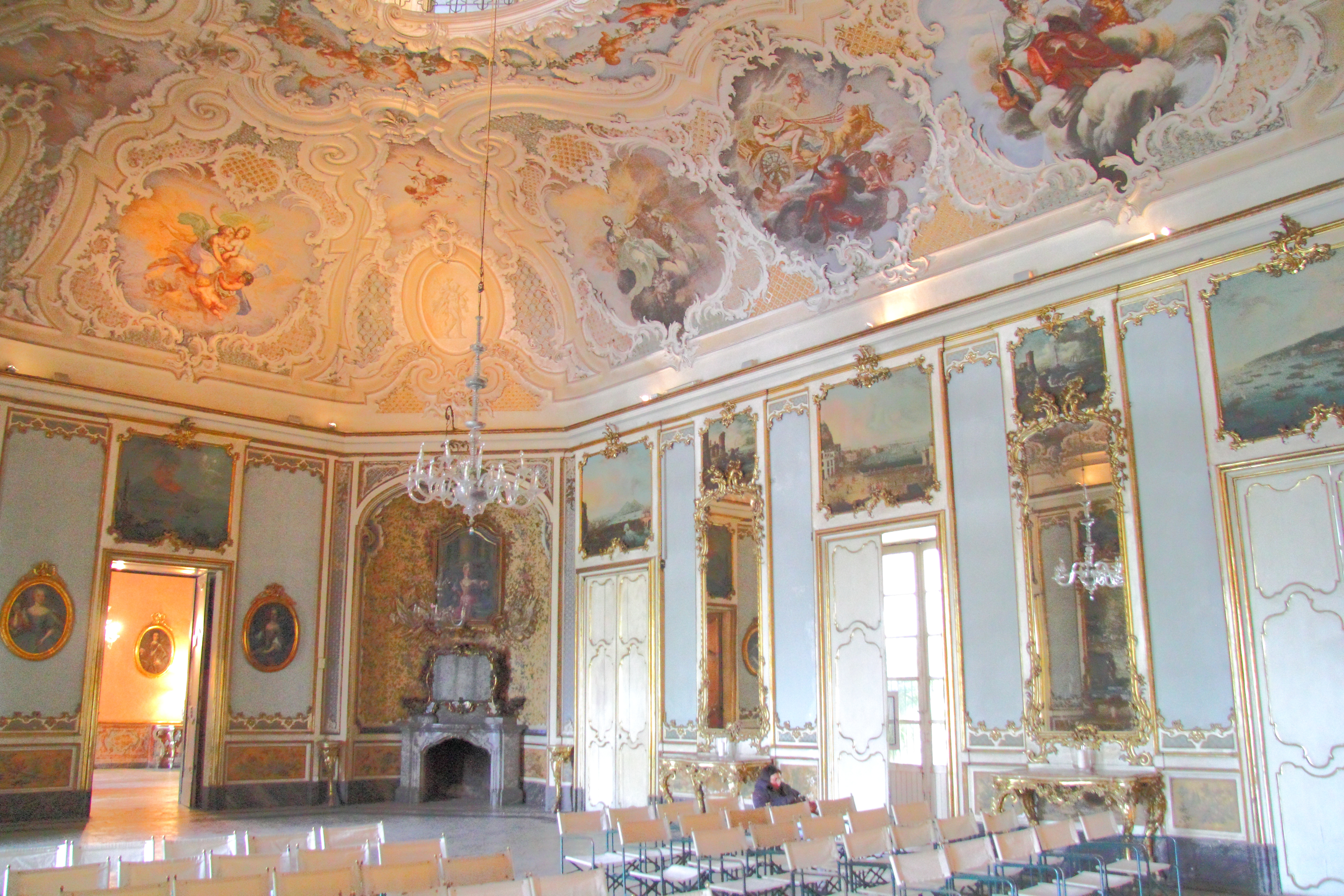
Salle de bal du palais.
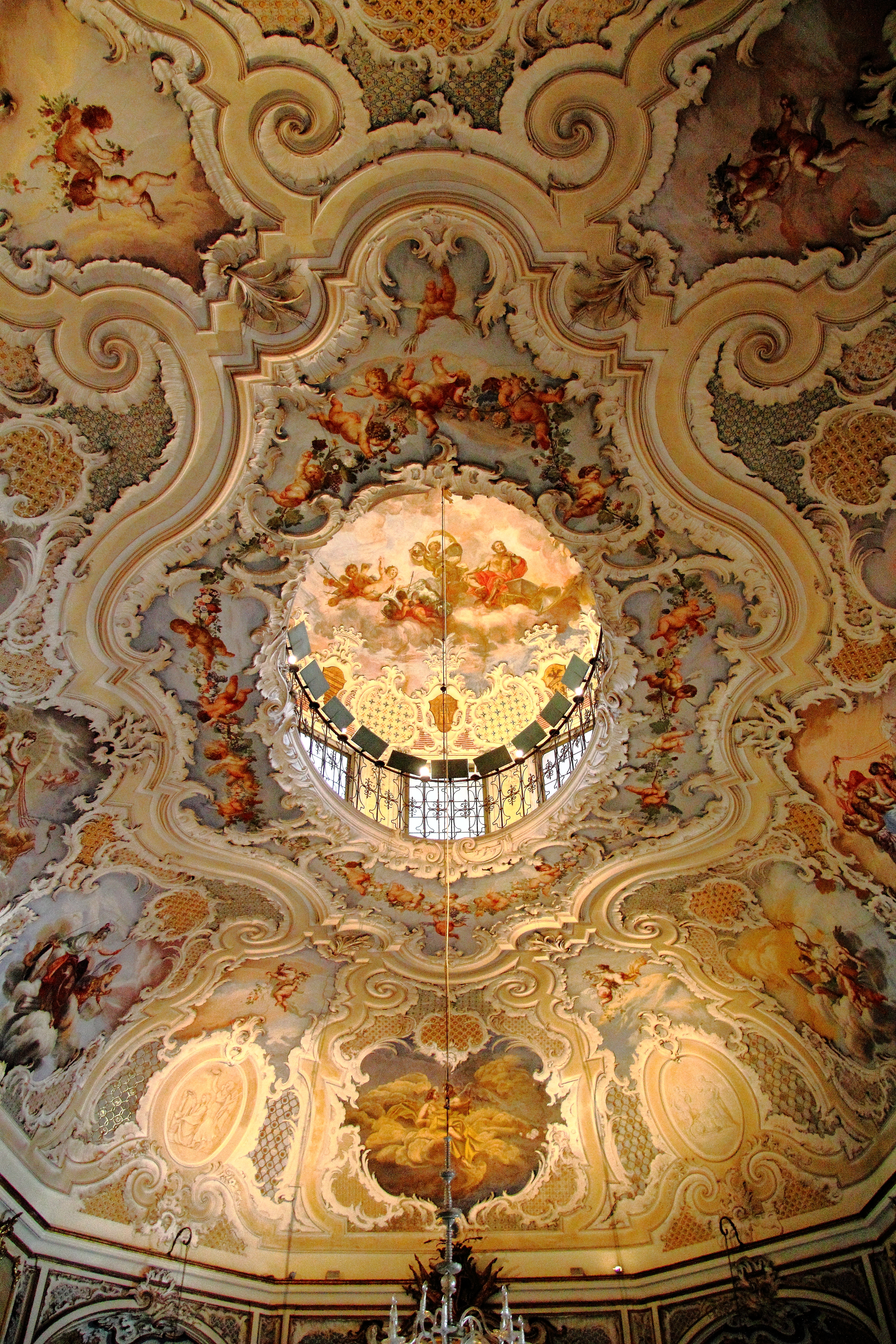
Plafond de la salle de bal.
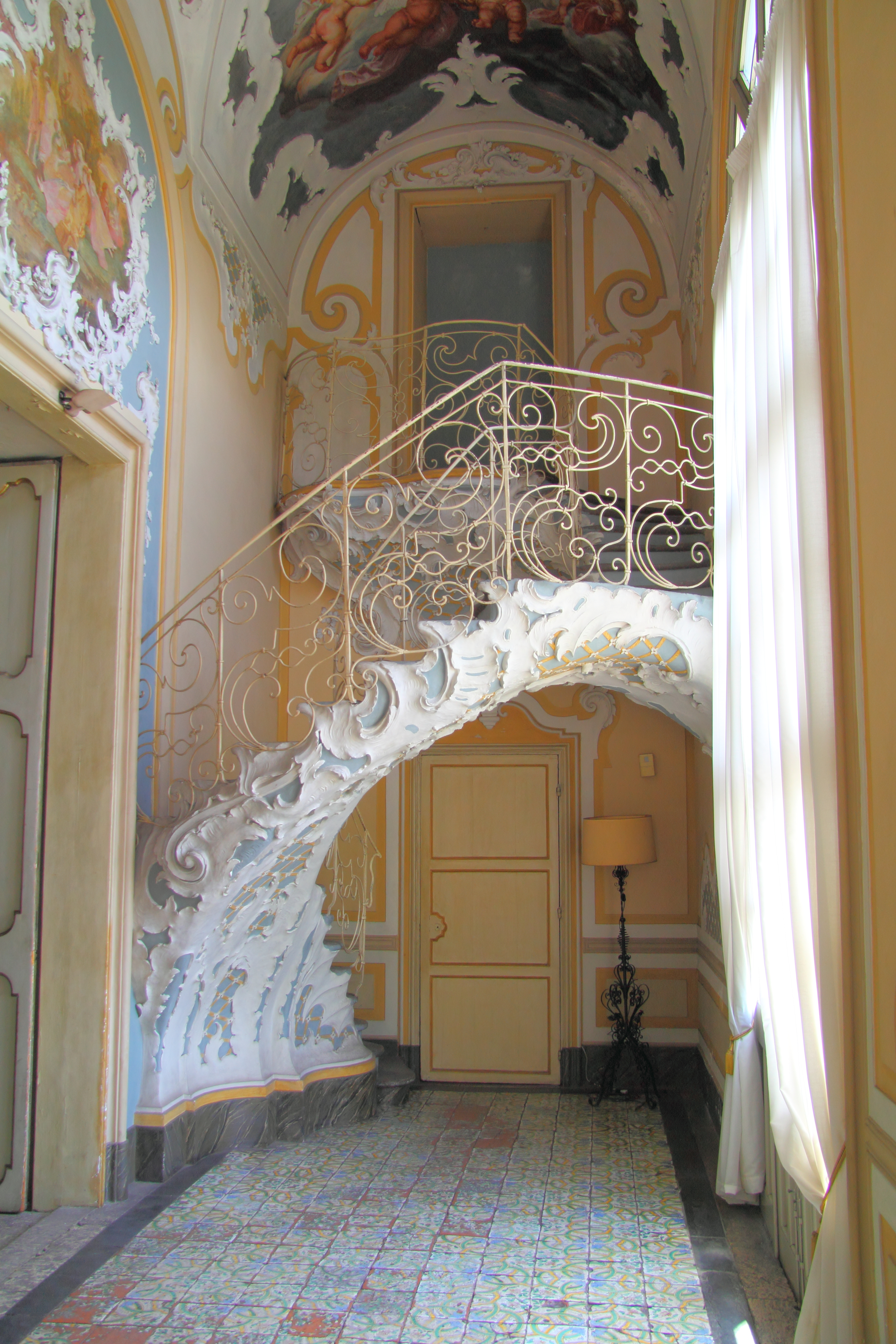
L'escalier rococo du palais.